# M.D.C. - Maschera di cera
M.D.C. - Maschera di cera è un film italiano del 1997 diretto da Sergio Stivaletti.
Il film è basato su un dramma di Gaston Leroux rielaborato in chiave orrorifica. Si tratta dell'esordio alla regia di Sergio Stivaletti, creatore di effetti speciali visivi e plastici che si è avvalso in fase di preparazione del film della collaborazione di alcuni registi con i quali aveva lavorato in precedenza. Originariamente, la regia avrebbe dovuto essere di Lucio Fulci, ma dopo la sua morte fu assegnata a Stivaletti.

## Trama

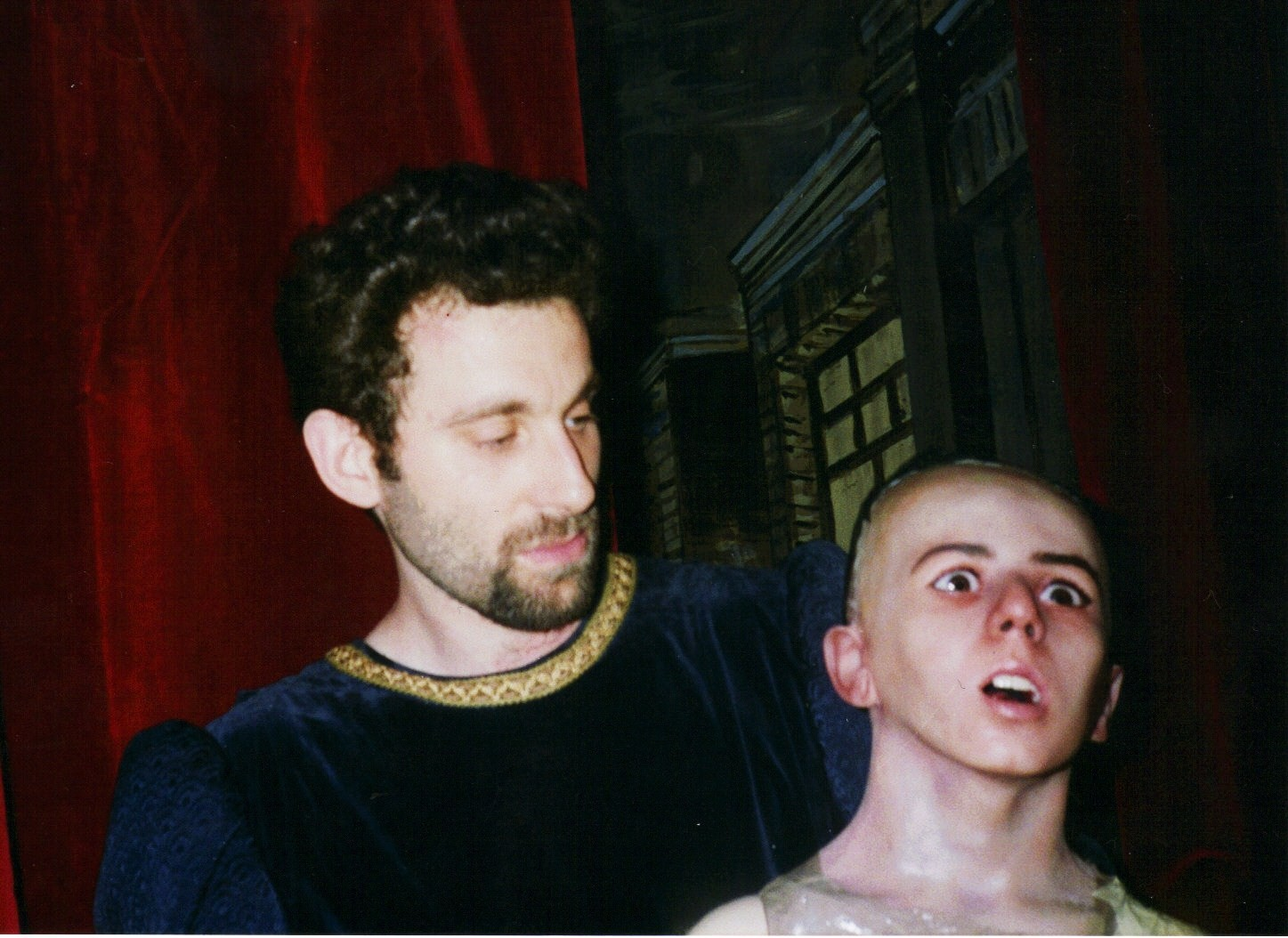
Il truccatore Benoît Lestang con un modello per gli effetti speciali del film.

Parigi, inizi del secolo. Dopo il massacro di una famiglia, l'unica sopravvissuta è una bambina di nome Sonia che, avendo assistito a tutto, sa identificare il colpevole. Circa vent'anni dopo, un giovane frequentatore di postriboli scommette con alcuni amici che riuscirà a passare la notte nel museo delle cere di Roma, durante la quale il giovane muore d'infarto.
Nel frattempo, Sonia è cresciuta ed è diventata una giovane stilista che cerca di trovare lavoro come costumista presso il museo delle cere. La ragazza ricorda ancora il massacro dei suoi e la misteriosa mano d'acciaio dell'assassino. Il direttore e artista del museo delle cere è Boris Volkoff, un uomo misterioso di mezz'età, che non solo dirige il museo e realizza le statue, ma ci vive giorno e notte insieme all'assistente Alex, uscendo molto di rado. Egli nutre una vera ossessione per le statue di cera ed è alla disperata ricerca delle perfezione. Quando Volkoff vede Sonia rimane come folgorato e decide di darle il lavoro nonostante alla selezione si siano presentate candidate più qualificate di lei. Volkoff comincia ben presto a corteggiare Sonia, invitandola a cena e riempiendola di attenzioni a lei non gradite, che la rendono inquieta. Durante gli stessi giorni scompaiono un giovane mendicante e una bambina, aggrediti da un uomo con una mano d'acciaio. L'inquietudine di Sonia peggiora quando Volkoff crea una statua raffigurante la strage in cui sono morti i suoi genitori, fornendo convincenti spiegazioni all'ispettore Palazzi, che si fa però sospettoso.
Nel frattempo un giornalista di nome Andrea Conversi cerca d'indagare sulla morte del ragazzo all'interno del museo e per cercare informazioni si rivolge anche alla prostituta con la quale il ragazzo ha trascorso l'ultima notte. Pochi giorni dopo l'intervista, la ragazza scompare e non viene più ritrovata. Nel continuare le indagini sul museo, Andrea conosce Sonia, i due cominciano a frequentarsi e si innamorano. Sonia si confida con Andrea rivelandogli le sue paure e, in seguito, lo fa entrare nel museo per scattare fotografie alle opere di Volkoff; osservandole, però, Andrea si rende conto che una statua ha al suo interno dei vasi sanguigni. Si scopre che Volkoff è l'assassino dalla mano d'acciaio, un folle che rapisce esseri umani per trasformarli in statue di cera, cosa che cercherà di fare anche con Sonia, dopo averla rapita e legata completamente nuda a un tavolo operatorio, dove, visibilmente eccitato alla vista del corpo immobilizzato e senza veli della giovane, non esita a palpeggiarla. Volkoff è anche il primo marito della madre di Sonia ed è in realtà un essere semi-umano: infatti, sorprendendo la moglie con l'amante, è stato gettato da quest'ultimo in una pozza d'acido che l'ha sfigurato, così che ora nasconde le sue malformazioni grazie a protesi di cera da lui inventate e innestate su uno scheletro di metallo.
Andrea riesce a salvare Sonia in tempo e durante lo scontro con Volkoff lascia fuoriuscire un getto di vapore da un suo macchinario che scioglie la protesi, costringendolo a fuggire per il corridoio, ma viene tradito da Alex, il quale, stanco dei crimini da lui perpetrati, gli dà fuoco, per poi decapitare lo scheletro di metallo; con lui prende fuoco anche l'intero museo, portando un'inquietatissima Sonia, Andrea e i sopravvissuti a fuggire. Mentre prosegue il rogo, Alex scende nei sotterranei rivelando di essere anche lui un essere fatto di metallo, così da lasciar intuire che l'incubo non sia totalmente concluso.

## Distribuzione

### Uscita
- Italia: 4 aprile 1997
- Regno Unito: ottobre 1997 (home video)
- Spagna: 10 dicembre 1997
- Singapore: 2 aprile 1998

### Altri titoli
- La máscara de cera in Argentina e Spagna
- Le masque de cire in Francia
- Wax Mask in Germania
- Gaston Leroux's The Wax Mask nel Regno Unito